# The Lily of the Tenements
The Lily of the Tenements é um filme mudo de curta metragem estadunidense, do gênero dramático, lançado em 1910, foi dirigido por D. W. Griffith e estrelado pela atriz Clara T. Bracy com Blanche Sweet.

## Elenco
- Dorothy West
- Clara T. Bracy
- W. Chrystie Miller
- George Nichols
- William J. Butler
- Donald Crisp
- Francis J. Grandon
- Arthur V. Johnson
- Adolph Lestina
- Owen Moore
- Alfred Paget
- W. C. Robinson
- Blanche Sweet